# IRT Dyre Avenue Line

La 5 dessert tout le tracé en omnibus.

 (septembre 2022).
Si vous disposez d'ouvrages ou d'articles de référence ou si vous connaissez des sites web de qualité traitant du thème abordé ici, merci de compléter l'article en donnant les références utiles à sa vérifiabilité et en les liant à la section « Notes et références ».
L'IRT Dyre Avenue Line est une ligne (au sens de tronçon du réseau) du métro de New York comprenant des sections aériennes, souterraines, à ciel ouvert et remblayées, et située dans l'arrondissement du Bronx. Elle est issue de l'ancien réseau de l'Interborough Rapid Transit Company (IRT). Rattachée à la Division A, elle est l'une des ramifications de la IRT White Plains Road Line et son tracé s'étend de East 180th Street vers le nord en direction de Eastchester – Dyre Avenue. La ligne est desservie par le service 5 qui s'arrête à toutes les stations sur l'intégralité de son tracé. Le premier tronçon de la ligne fut inauguré le 15 mai 1941 et la ligne compte 5 stations.